# Arenaria shennongjiaensis
Arenaria shennongjiaensis är en nejlikväxtart som beskrevs av Z.E.Chao och Z.H.Shen. Arenaria shennongjiaensis ingår i släktet narvar, och familjen nejlikväxter. Inga underarter finns listade i Catalogue of Life.